# Ö La Palöma Boys
Die Ö La Palöma Boys waren ein Duo zweier deutscher Amateursänger. Im Sommer 1999 drangen sie nach einem von Stefan Raab in seiner Sendung TV total gestarteten Medienhype mit dem Song Ö La Palöma Blanca bis auf Platz zwei der deutschen Singlecharts vor.

## Werdegang
Der Taxifahrer und Bademeister Claus Holtfoth aus Hannover und der Architekt Ulrich „Ulli“ Ahlers aus Freiburg nahmen aus Scherz ein Video auf, in dem sie einer fiktiven Tante Jutta (hinter der sich eine gemeinsame Bekannte aus Sachsen verbarg) mit dem Lied Paloma Blanca der George Baker Selection in vorgeblich sächsischer Mundart zum Geburtstag gratulierten. Das Video wurde ursprünglich in der Sendung Alles Gute im MDR ausgestrahlt, wo Stefan Raab darauf aufmerksam wurde und es als vermeintliche Realsatire in der ersten Ausgabe seiner Sendung TV total (vom 8. März 1999) vorstellte. Daraufhin wurde das Duo unter dem Namen Ö La Palöma Boys vermarktet und nahm ein Album auf. Erst kurz vor Beginn der Studioaufnahmen gab Claus Holtfoth nach eigener Aussage zu, in Wahrheit kein Sachse zu sein.
Die Single Ö La Palöma Blanca wurde mehr als 500.000 mal verkauft und erreichte in Deutschland Platinstatus. Nach diesem Erfolg erschienen als Nachfolgesingles Once You Drink Tequila (Adaption des Titels Tequila von The Champs) und zu Weihnachten 1999 Ö Tannenbaum (Adaption von O Tannenbaum), mit dem die Ö La Palöma Boys jedoch bei weitem nicht an den Erfolg ihres Debütsongs anknüpfen konnten. Drei weitere Songs erschienen im Jahr 2000 auf Stefan Raabs TV-Total-Album.

## Auszeichnungen
- 2000: RSH-Gold[4]